# Frederuna
Frederuna (französisch Frédérune; * um 887; † 10. Februar 917 in Lothringen), auch Fréderonne und Frérone genannt, war eine westfränkische Königin und erste Ehefrau von Karl III.

## Leben
Die Abstammung Frederunas ist bisher noch unklar. Möglicherweise stammte sie aus dem sächsischen Haus der Immedinger und war eine Tochter des Grafen Dietrich von Ringelheim und seiner Frau Reginlind (Rhingildim). Damit wäre sie eine Schwester der heiligen Mathilde gewesen, die mit dem ostfränkischen König Heinrich I. verheiratet war. Eine andere Theorie über Frederunas Herkunft lautet dahingehend, dass sie aus lothringischem Adel stammte. Fest steht, dass sie eine Schwester Bovos II. (französisch Beuve II), dem Bischof von Châlons, und eine Verwandte Mathildes gewesen ist.
Im April des Jahres 907 heiratete Frederuna wohl in Laon im Alter von 20 Jahren den westfränkischen König Karl III. Aus dieser Verbindung entstammten sechs Töchter, jedoch kein männlicher Thronfolger. Da sie aus dem öffentlichen Leben verschwand, findet sich in manchen Publikationen die Vermutung, die streng religiöse und fromme Frederuna sei vom König verstoßen worden. Diese These wird jedoch durch kein überliefertes Dokument gestützt.
Das königliche Paar war – wie seine Vorgänger auch – mit den Einfällen von Wikingern in sein Reich konfrontiert. Im Juli 911 schloss Karl III. deshalb mit dem Anführer der Normannen, Rollo, den Vertrag von Saint-Clair-sur-Epte und belehnte ihn mit der Grafschaft Rouen. Um den Vertrag durch familiäre Bindungen zu festigen, gab er ihm zusätzlich seine Tochter Gillam zur Frau. Einige ältere Publikationen geben an, dass es sich bei dieser um Frederunas vierte Tochter Gisela handele, allerdings gilt diese Angabe aufgrund des äußerst jungen Alters der Braut als wenig glaubhaft. Möglicherweise liegt dabei eine Verwechslung mit Gisela vor, der Tochter des fränkischen Königs Lothar II. von Lotharingien, die den Wikinger Gottfried von Friesland heiratete. Andere Publikationen gehen davon aus, dass es sich bei Gillam um eine uneheliche Tochter Karls III. und seiner Mätresse Alaïs gehandelt hat.
Frederuna starb am 10. Februar 917 und fand ihre letzte Ruhestätte in der Basilika Saint-Remi in Reims. Da es galt, die Thronfolge durch einen männlichen Erben zu sichern, heiratete Karl III. zwei Jahre später die englische Prinzessin Eadgifu.

## Nachkommen
Aus der 10-jährigen Ehe Frederunas und Karls entstammten sechs Töchter, die alle zwischen 908 und 916 geboren wurden.
- Ermentrude, heiratete möglicherweise Gottfried, Pfalzgraf von Lothringen, Graf im Jülichgau[10]
- Frederuna
- Adelheid, heiratete möglicherweise zwischen 920 und 924 Raoul I., Graf von Gouy[10]
- Gisela (Gisla), heiratete vielleicht 912 den Normannenführer Rollo[10]
- Rotrud
- Hildegard